# 伝香寺
伝香寺（でんこうじ）は、奈良県奈良市にある律宗の寺院。山号はなし。本尊は釈迦如来。花びらが一枚ずつ散ってゆく「散り椿」は、東大寺開山堂の「糊こぼし」・白毫寺の「五色椿」と並び「奈良三名椿」に数えられる。

## 歴史
伝承によれば、鑑真和上の弟子である思託（したく）律師により宝亀2年（771年）に開創され、当初の寺号を実円寺と称したという。
天正13年（1585年）に戦国武将の筒井順慶の母・芳秀宗英尼が順慶の菩提を弔うために正親町天皇の勅許を得、唐招提寺の泉奘長老を招いて伝香寺と名を改めて寺を再興し、以後筒井氏の菩提寺となった。現存する本堂はその時のものである。

## 境内
- 本堂（重要文化財） - 天正13年（1585年）の再興時に建立された寄棟造・方三間の建物で、本尊釈迦如来坐像が安置されている。
- 地蔵堂
- 由留木（働）地蔵
- 順慶堂
- 弁天堂
- 庫裏
- いさがわ幼稚園
- 表門（奈良県指定有形文化財） - 天正年間（1573年 - 1593年）築。

## 文化財

### 重要文化財
- 本堂
- 木造地蔵菩薩立像・像内納入品
  - （以下、像内納入品明細）
  - 木造薬師如来坐像 1躯、種子「ア」 1紙、碧瑠璃舎利壺 1口、絹編袋 1口（以上頭部内）
  - 紙本墨書般若心経 1紙、宋版細字法華経（一部七巻） 1帖、紙本墨書解深密経 1巻、紙本墨書願文 3通、紙本墨書結縁交名 1通（以上腹部内）
  - 木造十一面観音立像 1躯（以上左腿部内） - 鎌倉時代に一部に流行した裸形着装像で、別名・はだか地蔵尊とも呼ばれる。裸形の木像の上に、普段は布製の法衣が着せられている。像内納入品のガラス瓶、小仏像等も一括して重要文化財に指定されている。納入品の願文の年紀から安貞2年（1228年）の作と判明し、仏師は善円と推定される[3]。春日四所明神の本地仏である。

### 奈良県指定有形文化財
- 表門
- 木造聖徳太子（南無仏太子）立像 - 嘉元2年（1304年）造立。島左近が筒井家に奉納したもの。

### 奈良市指定有形文化財
- 木造釈迦如来坐像 - 天正13年（1585年）造立。当寺の本尊。京都の方広寺大仏（京の大仏）の試みの仏像だとされる。
- 絹本著色筒井順慶像 1幅

### 伝香寺旧蔵の文化財
- 木造聖観音立像 - 1929年（昭和4年）重要文化財（当時の国宝）に指定。第二次大戦後、民間の所有を経て文化庁保管となった（2010年度購入）。像高113センチメートル。平安時代中期、10世紀頃の作品[4]。
- 南贍部洲大日本国正統図 - 重要文化財。現在、唐招提寺の所蔵となっている。

## 前後の札所
大和北部八十八ヶ所霊場
9 元興寺極楽坊　-　10 伝香寺　-　11 圓證寺
大和地蔵十福霊場
1 伝香寺　-　2 元興寺極楽坊

## アクセス
- 奈良交通バス（中循環外回り）で「本子守町」下車、徒歩1分（経路案内）。
- 近鉄奈良駅7-S出口より徒歩5分（経路案内）。やすらぎの道西側。
- JR大和路線奈良駅東口より徒歩9分（経路案内）。